# توماش ساسلوف
توماش ساسلوف (انگلیسی: Tomáš Suslov؛ زادهٔ ۷ ژوئن ۲۰۰۲) بازیکن فوتبال اهل اسلواکی است.
از باشگاه‌هایی که در آن بازی کرده‌است می‌توان به باشگاه فوتبال خرونینگن اشاره کرد.
وی همچنین در تیم‌های ملی فوتبال زیر ۲۱ سال اسلواکی، و اسلواکی بازی کرده‌است.